# Hojambaz
Hojambaz est une ville du sud-est du Turkménistan, capitale du district de Hojambaz dans la province de Lebap.
Sa population était de 4 259 habitants en 1989.

## Source
- (en) Cet article est partiellement ou en totalité issu de l’article de Wikipédia en anglais intitulé « Hojambaz » (voir la liste des auteurs).